# Zoubeir Bornaz
Zoubeir Bornaz (* unbekannt; † 13. Januar 2017 in Tunesien) war ein tunesischer Schauspieler, Regisseur und Autor.

## Leben
Bornaz besuchte während seiner Schulzeit die Grundschule Sadiki, das Collège Sadiki und das Lycée Technique in Tunis, ehe er einen Abschluss in Dentalprothetik in Lyon erwarb und danach ein Praktikum im Edouard Herriot-Hospital (HEH) in Lyon absolvierte. Er übte den Beruf des Zahntechnikers sieben Jahre lang in seinem eigenen Dentallabor in Le Bardo aus, ehe er ihn aufgab und sich komplett neu orientierte. In Lyon entstand seine Leidenschaft für die Kunst im Allgemeinen, wie das Glasblasen – mit dem er erstmals 1969 in Murano in Berührung kam – sowie das Theater, Kino und das literarische Schreiben im Besonderen. Bornaz war ab den 70er Jahren in französischen Filmen im Kino zu sehen. Es folgten mehrere Rollen in tunesischen und internationalen Filmen. Im Jahr 1977 verlegte er seinen Wohnsitz nach Hammamet und eröffnete eine Boutique für Handwerkskunst. In der Nebensaison konnte er sich für zwei Glasbläserkurse in Ägypten die Zeit nehmen und betrieb von 1981 an in Nabeul die erste klassische Glasbläserei in Tunesien. Bornaz unternahm Reisen und nutzte diese um seine Kenntnisse in der Malerei, dem Gravieren, Schleifen, Metallisieren und Falten von Glas zu perfektionieren. Er spezialisierte sich auf das Glasblasen an der Lampe, nachdem er zuvor in Bulgarien ein weiteres Praktikum in dieser Technik absolviert hatte. Seine Kreationen wurden 1986 bei der Messe in Nabeul ausgezeichnet. Beim Salon de l'artisanat 1995 in Tunesien konnte er den zweiten Platz belegen. Er nahm 1998 an der Messe in Palermo teil. Er schrieb die Texte, inszenierte und interpretierte Farcha, eine One-Man-Show, mit der er 1996 beim Festival der Medina von Tunis auftrat.  Während seiner Karriere war Bornaz Teil von über 50 Produktionen, Werbespots und Reportagen, ehe er sich in späteren Jahren dem Schreiben widmete und Bücher veröffentlichte. Der Künstler starb im Januar 2017 nach langer Krankheit in seiner Heimat Tunesien. Als sein Tod bekannt wurde, veröffentlichte Mediapart, in einer Erinnerung und Würdigung an Bornaz, Verse – die den „Humor, die Klarheit und das Talent des Künstlers zeigen“ –, die dieser am 4. Januar 2017 geschrieben und, kurz bevor er seinen endgültigen Krankenhausaufenthalt antreten musste, über seinen Social-Media-Account veröffentlicht hatte. Darin richtete Bornaz sich auf liebevoll ironische Art an seine Freunde und schrieb in Versform über den bevorstehenden Krankenhausaufenthalt.

## Karriere

### Schauspieler
Bornaz könnte durchaus mehrfach mit Coluche in den 70er Jahren vor der Kamera gestanden haben, definitiv belegt ist seine Rolle als Polizist in Ticket ins Chaos von 1983. Im Film Unverstanden (Misunderstood) war Bornaz 1984 an der Seite von Gene Hackman in der Rolle eines Assistenten zu sehen. Der Film ist eine Neuverfilmung des 1966 erschienenen Der Unverstandene von Luigi Comencini. Wurde Bornaz in seinen früheren Filmen mehr im Bereich Komödie und Drama besetzt, konnte er im Fernsehzweiteiler Deckname Caliph von Tony Wharmby nach einer Romanvorlage (Wild Justice. 1979 dt.: Entscheidung Delta) von Wilbur A. Smith, welchen die ARD im Mai 1994 in deutscher Erstausstrahlung zeigte, sein Spiel im Filmgenre des Actionfilms in einer Nebenrolle unter Beweis stellen. In dem quotenstarken ARD-Weihnachts-Dreiteiler Prinzessin Amina – Das Geheimnis einer Liebe von Regisseur Enzo G. Castellari, deutsche Erstausstrahlung 1997, war Bornaz als Yusuf neben Stars wie Franco Nero, Anthony Delon oder Claudia Cardinale zu sehen, dessen Dreharbeiten zu großen Teilen in Tunesien stattfanden.
Nach dem Spielen seiner One-Man-Show und seiner Arbeit mit Glas kehrte Bornaz im Jahr 2000 für den Film Halou u mer des tunesischen Regisseurs Naceur Ktari, einem Drama, welches auch den englischen Titel Sweet and Bitter trägt, in der Rolle des Taïeb auf die Kinoleinwand zurück. Der Film wurde mit dem Bronzepreis – Tanit de Bronze – beim Film Festival Carthage 2000 geehrt und erzählt die Geschichte rund um einen Theaterregisseur, Slah. In den 80er Jahren wurde begonnen Poirot nach Hercule Poirot von Agatha Christie, zu verfilmen. In der Folge Mord in Mesopotamien, von Regisseur Tom Clegg aus dem Jahr 2001, gehörte Bornaz in der Rolle eines Polizeibeamten zur Besetzung, neben einigen weiteren tunesischen Schauspielern, wie Hichem Rostom und Bornaz auch, in Nebenrollen zu sehen.
Für den Thriller L'île maudite des Regisseurs Rémy Burkel, produziert für M6 (Fernsehsender) im Jahr 2002, spielte Bornaz den Inspektor. Die Handlung führt auf eine kleine griechische Insel vor Athen, auf der eine Gruppe junger Leute, die einen Ferienclub eröffnen wollen, sich einem seltsamen Fluch und einem Mörder stellen müssen. Zu den vermutlich letzten Auftritten von Bornaz vor der Kamera gehören der Film La Cité von Kim Nguyen – Bornaz in der Rolle des Concierge eines Hotels – sowie in Le Dernier Mirage von Nidhal Chatta, als  Pilot Adnan, der ein Flugzeug aus Irak in die tunesische Wüste steuert. Beide Filme haben gemein, dass sie teilweise im Süden von Tunesien gedreht wurden und mit Jean-Marc Barr den gemeinsamen Hauptdarsteller haben.

### Autor
2005 veröffentlichte Bornaz das Buch La Renaissance du verre soufflé en Tunisie. Im Januar 2013 erschien sein Roman Pikilini, der sich mit dem Leben eines typischen tunesischen Teenagers in den 60er und 70er Jahren befasst. Ein Roman über Werte, Liebe, Familie, Freundschaften und Tabus in der tunesischen Gesellschaft.
Bornaz widmete Pikilini dem Kulturverein Sidi Mahersi in Nabeul. Die tunesische Zeitung Le Temps schrieb zu diesem Anlass:

„Mit einem direkten Stil erkennen wir schnell, dass der Autor ein wahrer Architekt des Wortes ist, er baut, adaptiert, verwandelt die Seiten seines Buches in ein großes Fresko des täglichen Lebens einer tunesischen Familie, deren Äußerlichkeiten immer geschützt wurden, ohne zu denken, dass eines Tages der Blick eines Kindes: Pikilini, kommen würde, um den Schleier zu heben.“

## Filmografie
- 1977: Jesus von Nazareth[14]
- 1981: Wettlauf nach Bombay (La nouvelle malle des Indes)
- 1983: Ticket ins Chaos (Banzaï)
- 1984: Unverstanden (Misunderstood)
- 1984: Protocol – Alles tanzt nach meiner Pfeife (Protocol)
- 1993: Deckname Caliph (Wild Justice, Fernsehfilm)
- 1996: Farcha (One-Man-Show)
- 1997: Prinzessin Amina (Il Deserto di fuoco, Fernsehserie)
- 2000: Halou u mer (fr: Sois mon amie)
- 2001: Agatha Christie’s Poirot (Fernsehserie, Folge: Mord in Mesopotamien)
- 2003: L'île maudite (Fernsehfilm)
- 2010: La Cité
- 2014: Le Dernier Mirage